# Ван Дайк, В. С.
В. С. Ван Дайк, полное имя Вудбридж Стронг Ван Дайк II (англ. Woodbridge Strong «W. S.» Van Dyke II, 21 марта 1889 — 5 февраля 1943) — американский кинорежиссёр, который сделал несколько успешных ранних звуковых фильмов, в том числе «Тарзан — человек-обезьяна» (1932), «Тонкий человек» (1934), «Сан-Франциско» (1936) и шесть популярных мюзиклов с Нельсоном Эдди и Джаннет Макдональд. Он получил две номинации на премию «Оскар» за лучшую режиссёрскую работу за фильмы «Тонкий человек» и «Сан-Франциско».

## Биография
Вудбридж Стронг Ван Дайк II родился 21 марта 1889 года в Сан-Диего, штат Калифорния. Его отец, который был судьёй Верховного суда, умер в день рождения сына. В четырнадцать лет подросток переехал в Сиэтл, чтобы жить со своей бабушкой. В школьные годы ему приходилось помимо учебы трудиться на нескольких работах, в том числе дворником, официантом и продавцом. В 1909 году он вступил в брак с актрисой Зельдой Ашфорд, вместе с которой гастролировал с различными театральными группами, прежде чем переехать в Голливуд в 1915 году.
В 1915 году Ван Дайк нашел работу помощником режиссёра Д. У. Гриффита. В том же году он работал помощником режиссёра Джеймса Янга. В 1917 году Ван Дайк выпустил свой первый фильм «Земля длинных теней» для киностудии «Essanay». Большинство его фильмов стали хитами своего времени. Он получил две номинации на премию «Оскар» за лучшую режиссёрскую работу за картины «Тонкий человек» и «Сан-Франциско».
Во время Второй мировой войны патриотически настроенный Ван Дайк создал центр вербовки морской пехоты в своём офисе MGM. Он был одним из первых голливудских деятелей, которые выступали за раннее вовлечение США в войну, и он убедил таких звезд, как Кларк Гейбл, Джеймс Стюарт, Роберт Тейлор и Нельсон Эдди, чтобы они приняли участие в военных действиях.
Закончив свой последний фильм, «Путешествие за Маргарет» (1942), больной раком Ван Дайк попрощался с женой, детьми и своим начальником Луисом Б. Майером, а затем покончил жизнь самоубийством 5 февраля 1943 года в Брентвуде, Лос-Анджелес. По его завещанию Джаннет Макдональд и Нельсон Эдди вели церемонию прощания. Его похоронили на кладбище Форест-Лоун Глендейла возле его матери.